# El Puerto de Santa María
El Puerto de Santa María és una ciutat que se situa a la ribera del riu Guadalete, a la província de Cadis. La població del municipi en els inicis de l'any 2007 era de 90.101 habitants. La seva extensió és de 159 km² i té una densitat poblacional de 522,6 hab/km². Les seves coordenades geogràfiques són 36° 36′ N, 6° 13′ O. Està situada a una altitud de 6 m i a 21 km de la capital de província, Cadis.

## Toponímia
La llegenda atribueix la fundació d'aquesta ciutat al cabdill ateneu Menesteu, que després de la Guerra de Troia va fundar una ciutat que portaria el seu nom, Port de Menesteu. L'any 711 els musulmans s'enfrontaren a l'exèrcit visigot en la batalla de Guadalete, que va suposar l'entrada dels àrabs en la península. A partir d'aquest moment, la ciutat passar a formar part del territori musulmà amb el nou nom de Amaría Alcanter, Alcanate o Alcanátir (القناطر), que alguns investigadors tradueixen com Puerto de las Salinas. El 1260, Alfonso X conquista la ciutat als musulmans i li canvia el nom àrab pel de Santa María del Puerto. Més tard el nom de la ciutat es va canviar per l'actual El Puerto de Santa María.

## Parròquies
- Nuestra Señora de los Milagros Església Major Prioral (El Puerto de Santa María)
- Jesucristo Redentor y Nuestra Señora de la Palma
- Jesús de Nazaret
- San José Obrero
- Nuestra Señora del Carmen i San Marcos
- Nuestra Señora de la Medalla Milagrosa
- San Francisco
- San Joaquín
- San Sebastián
- Santa Catalina
- Jesús Liberador